# Зарекуша
Зареку́ша (бел. Заракуша) — деревня в составе Катковского сельсовета Глусского района Могилёвской области Белоруссии.

## Население
- 1999 год — 76 человек
- 2009 год — 37 человек